# Gymnobela yoshidai
Gymnobela yoshidai é uma espécie de gastrópode do gênero Gymnobela, pertencente a família Raphitomidae.